# 长春洞
长春洞位于云南省巍山县南诏镇巍宝山，始建于清康熙五十四年（1715年）。由贵州道人李法纪、杨发荫建，后由道人杨阳会改大殿为二转楼，光绪年间道人杨老七、张朝用又重修厢房和花园，遂建成了保留至今的平面布局为规整的八卦图案，仅正殿和中殿在中轴线上，其余建筑按八卦方位安排。正殿“通明天宫”建在高约1.85米的石砌须弥座上，通面阔14.8米，通进深11.6米，高11米，抬梁与穿斗相结合，为两层歇山顶楼阁。柱枋等精雕彩绘。明间设八角藻井，天花板上绘诸神仙朝玉帝工笔画。大殿隔板上均有壁画，保存完整。

## 图片

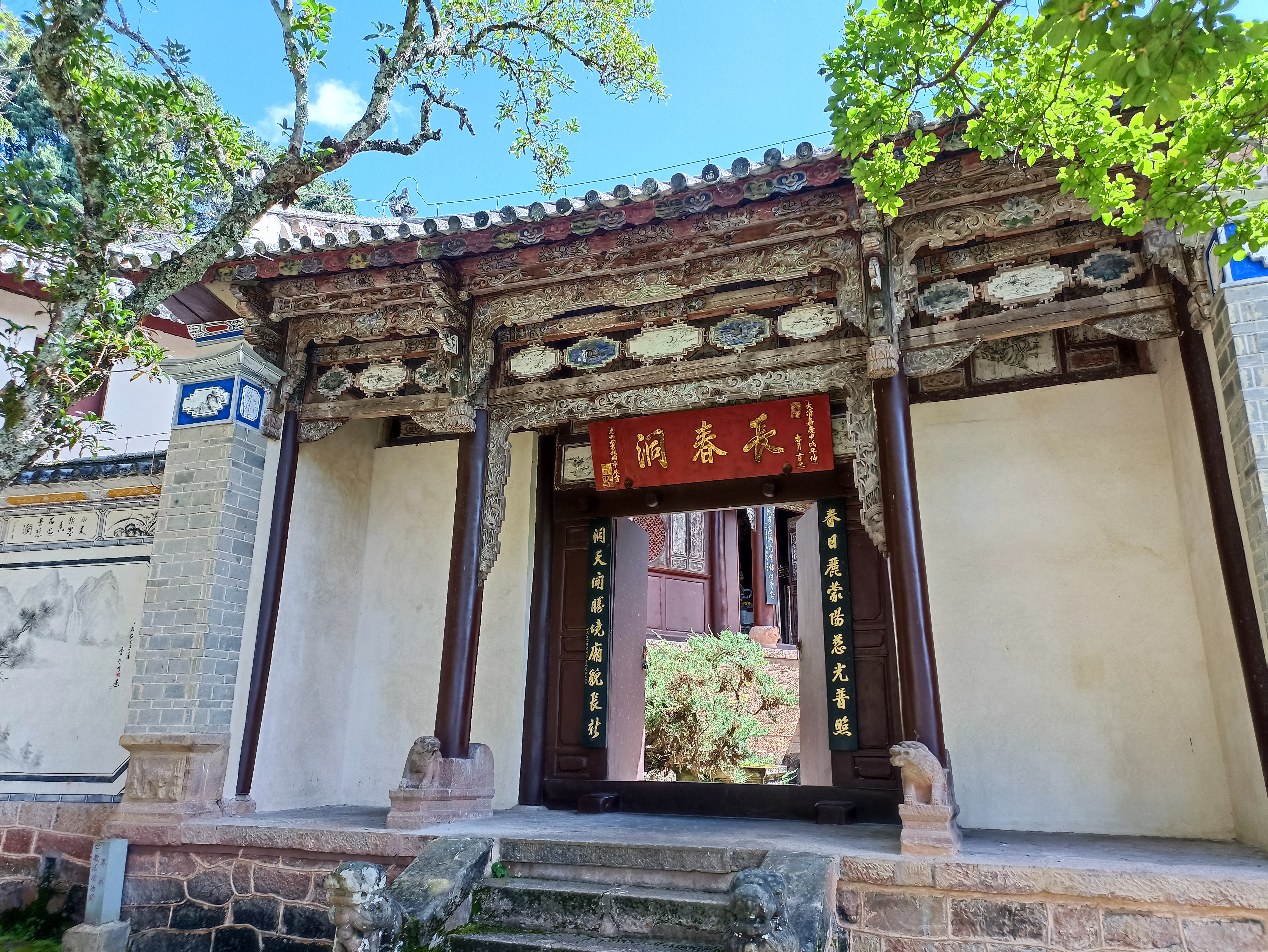
长春洞山门
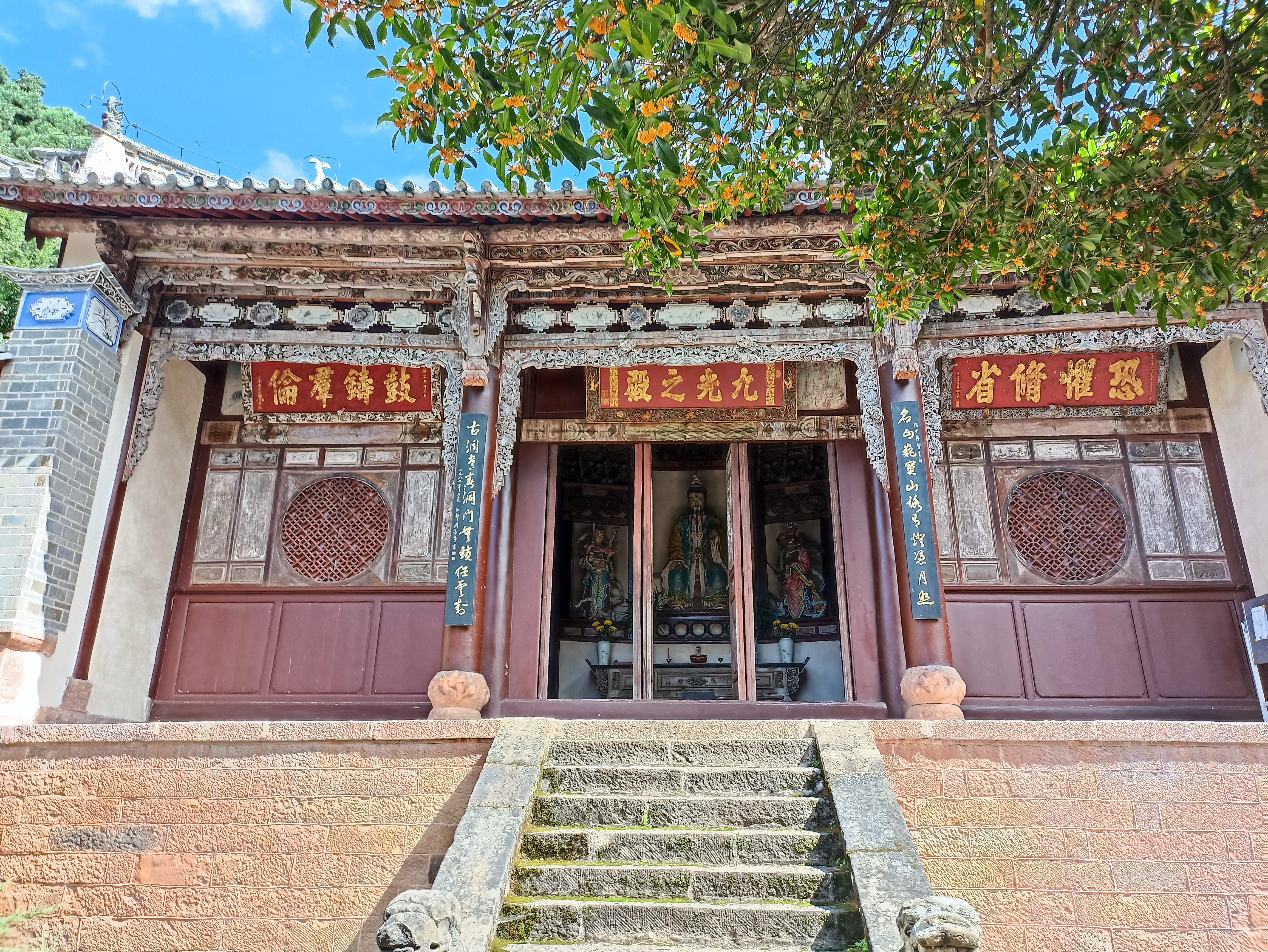
长春洞前殿
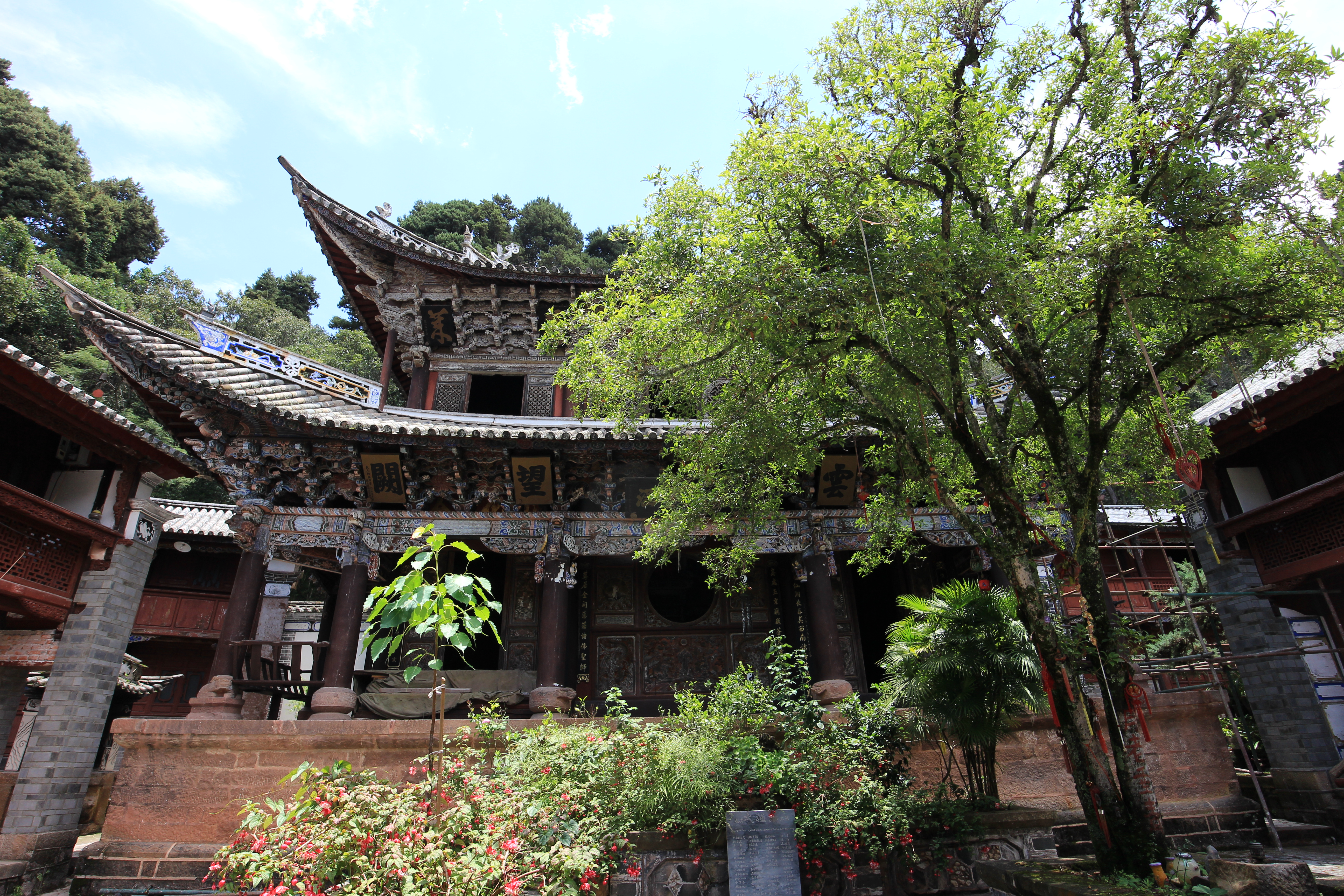
长春洞正殿
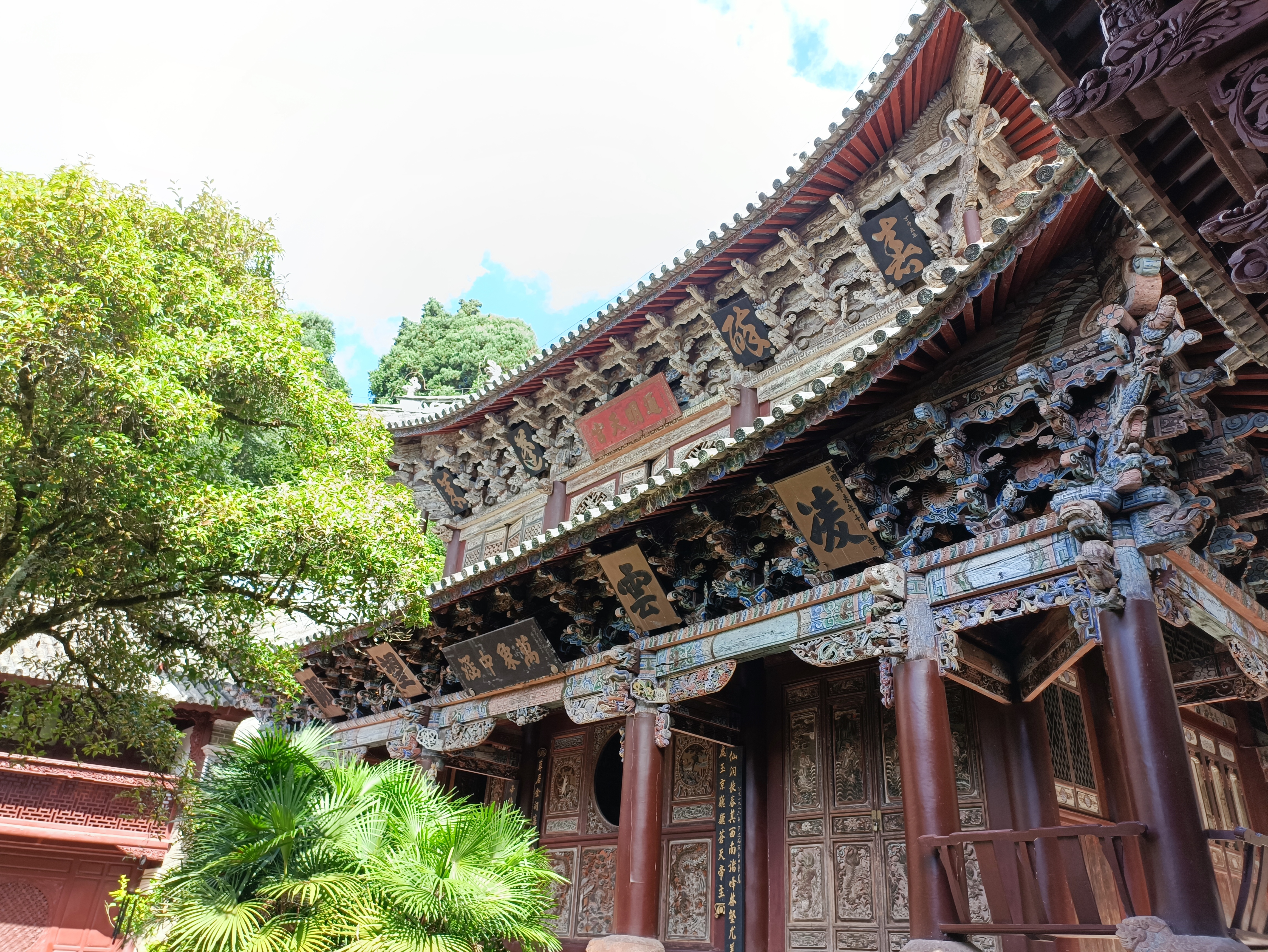
长春洞正殿
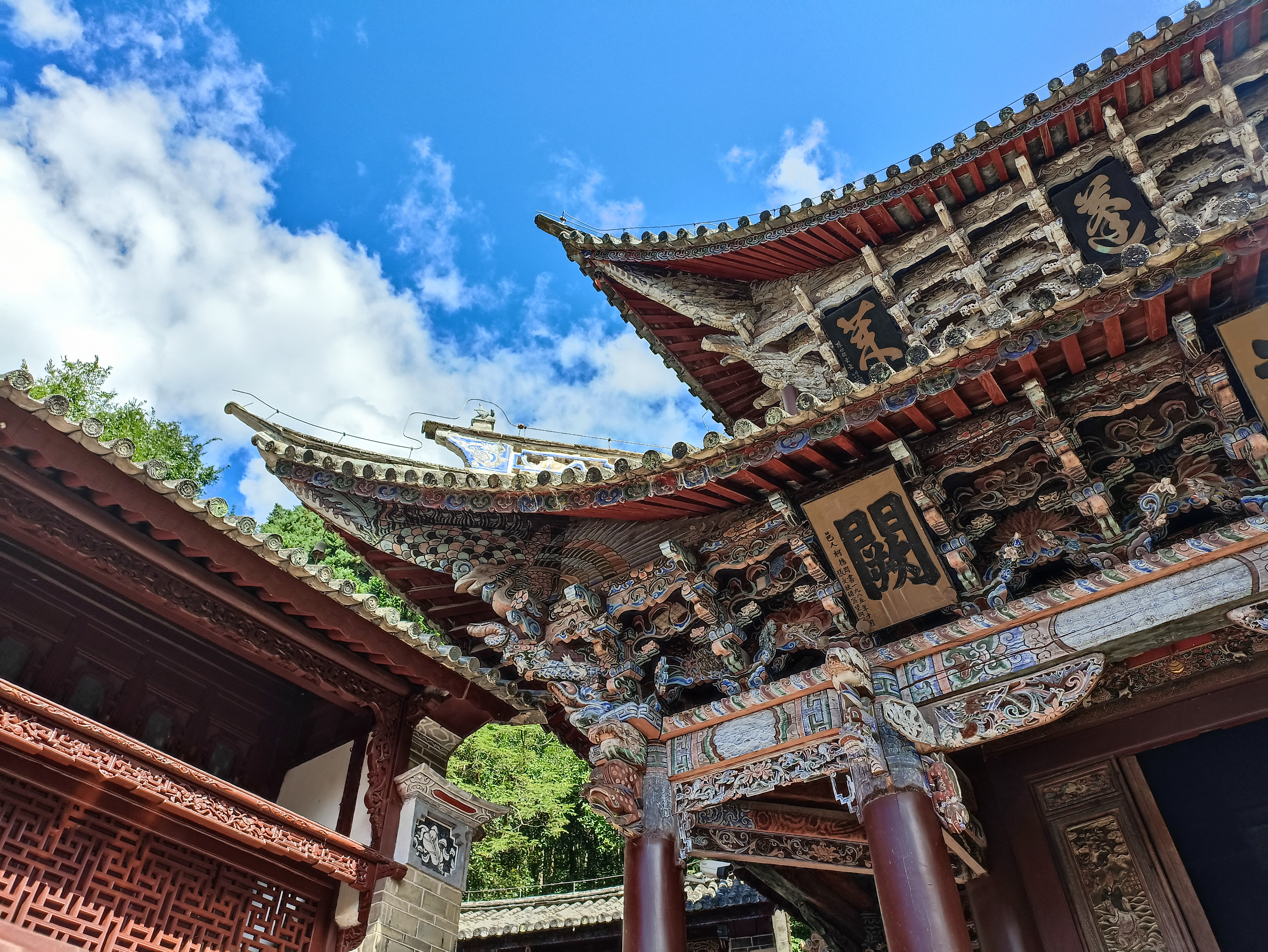
长春洞正殿
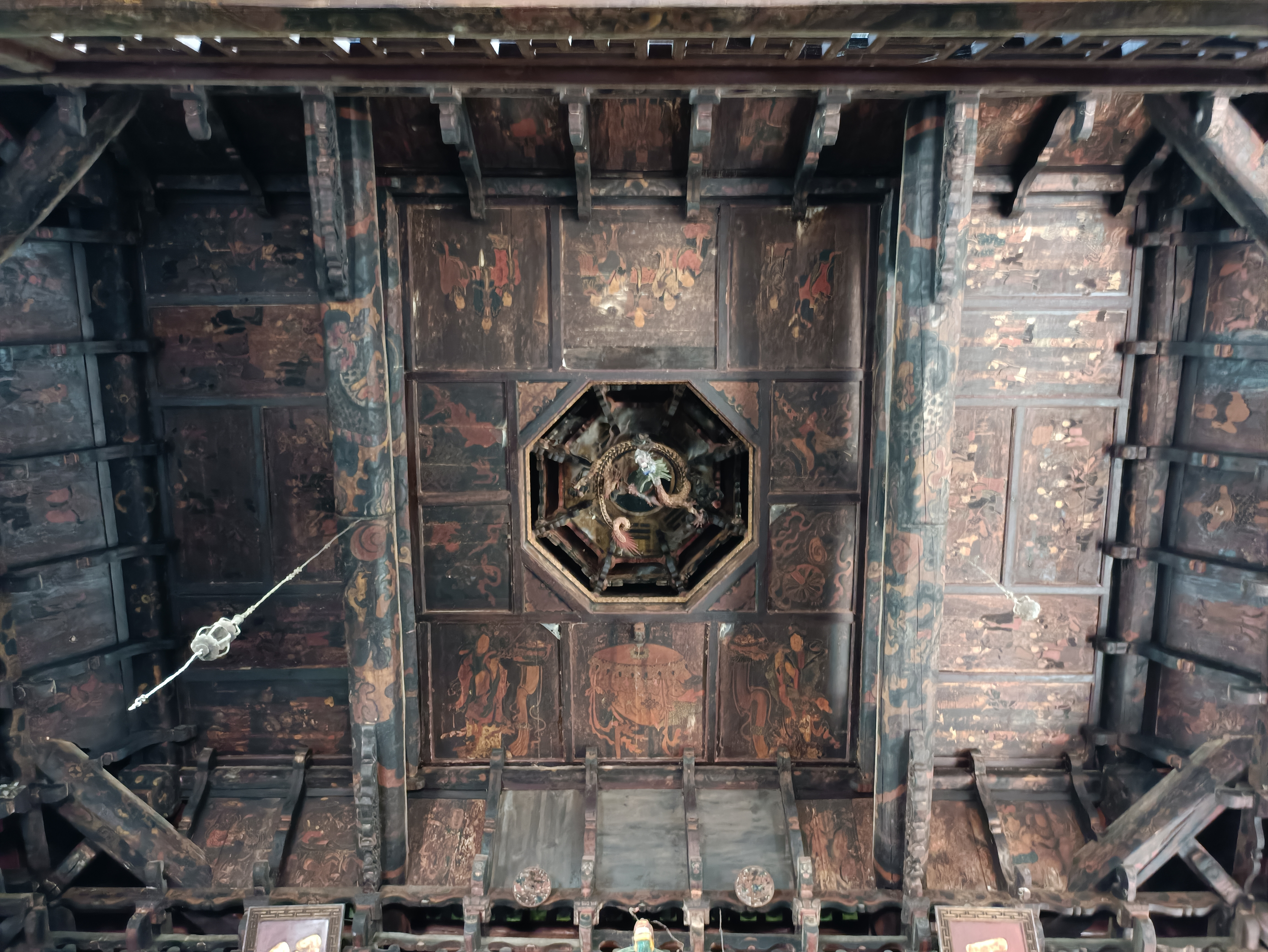
长春洞正殿八卦图藻井
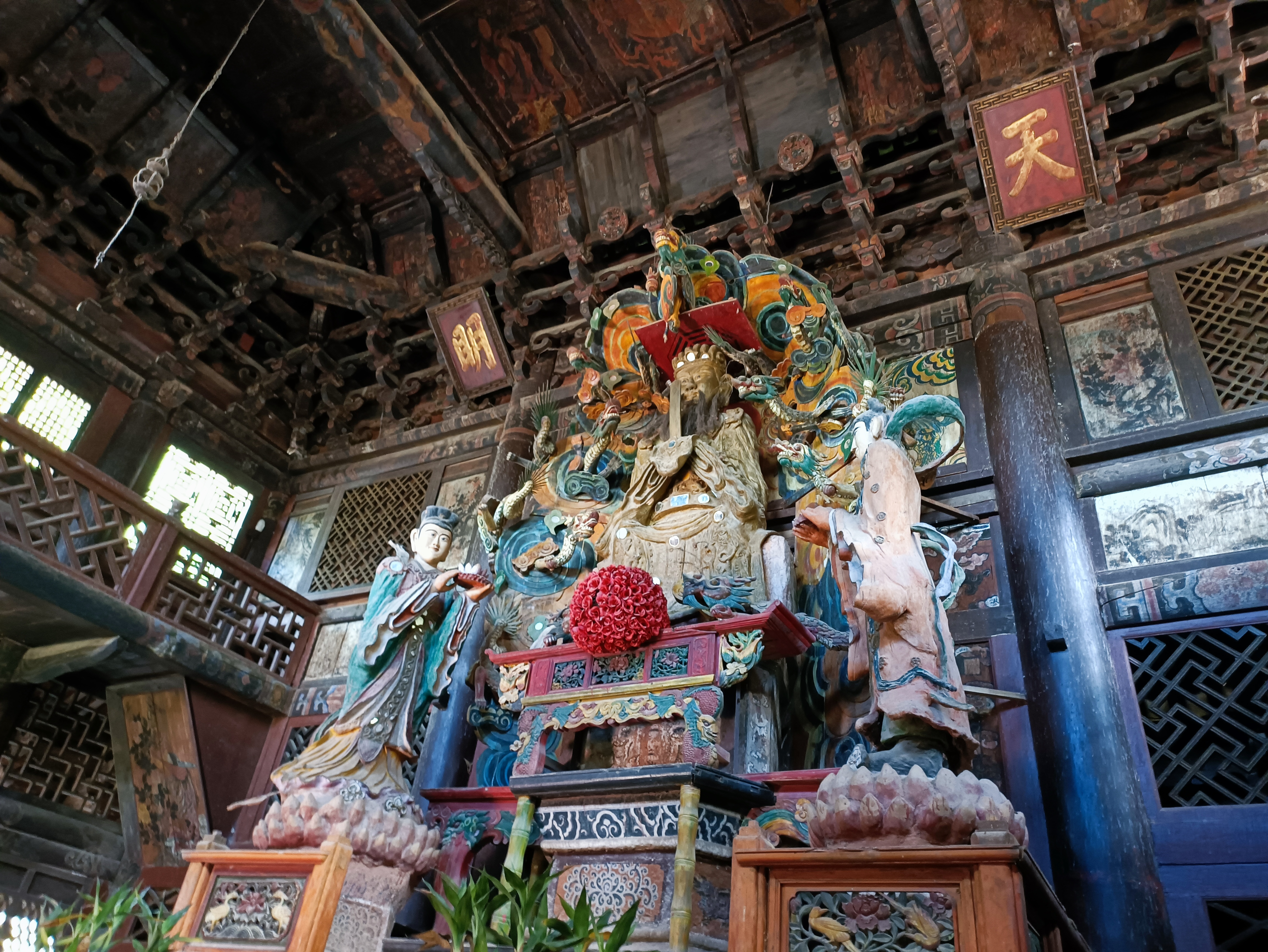
长春洞正殿内塑像
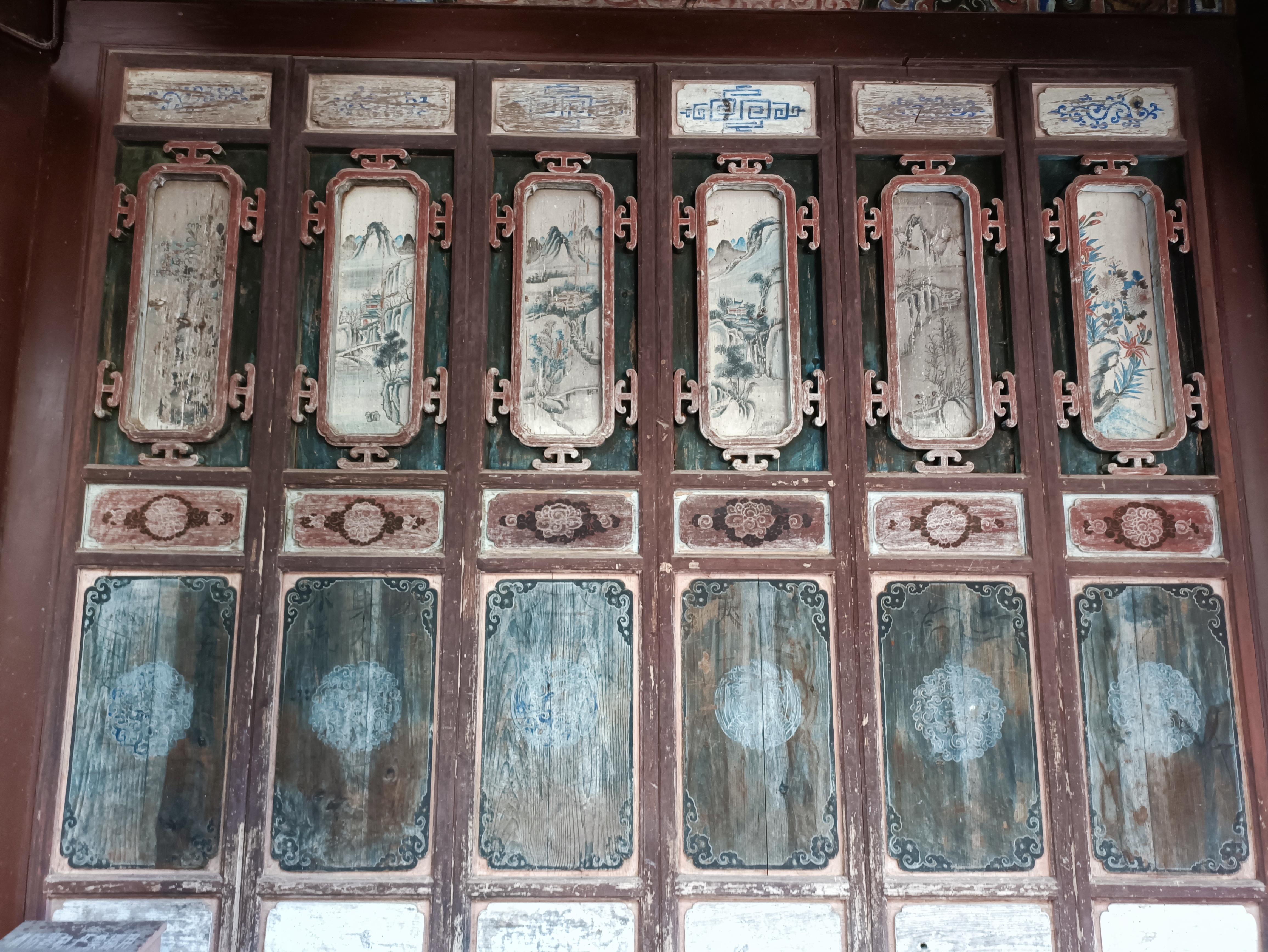
长春洞正殿格子门
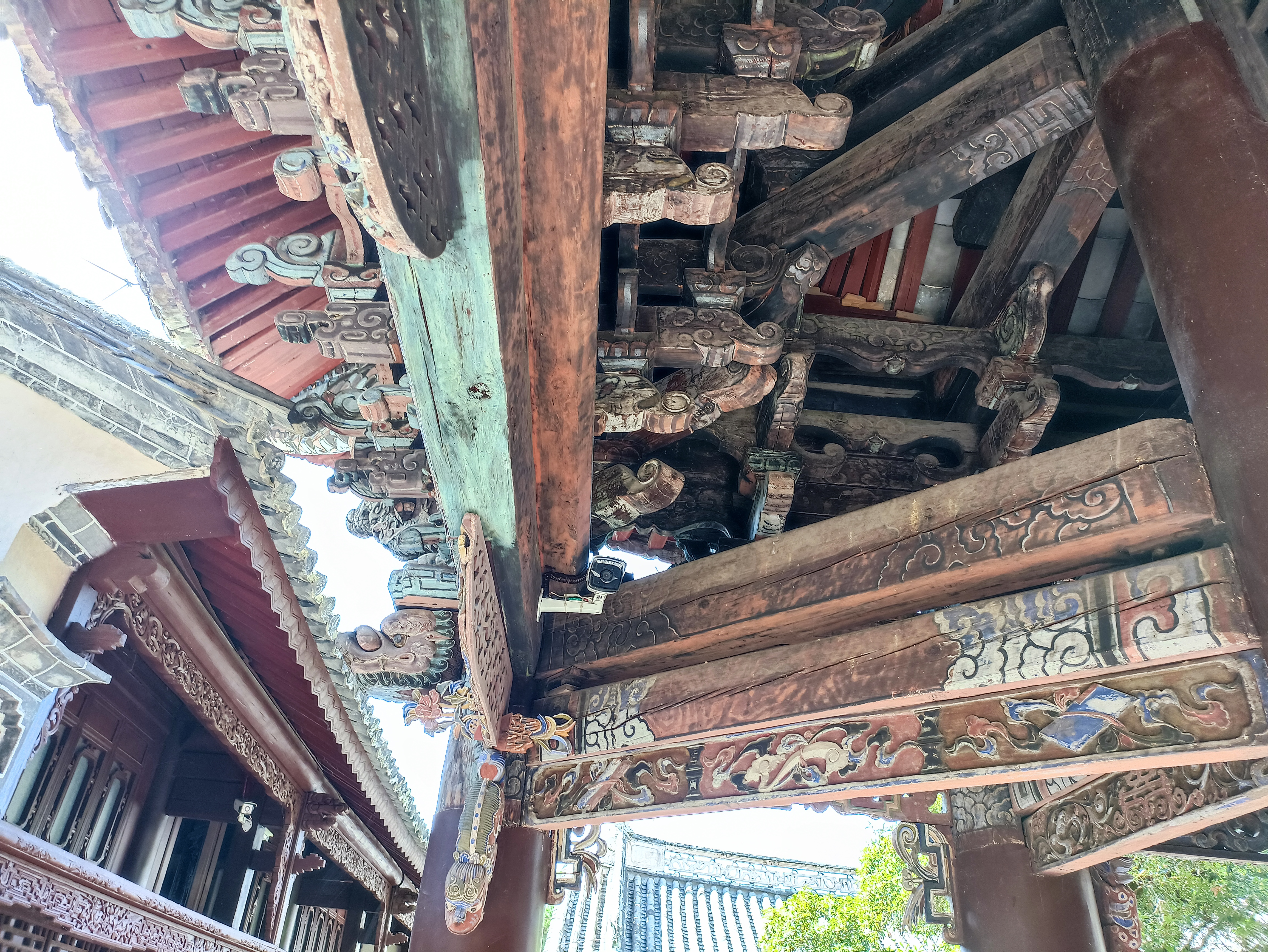
长春洞正殿斗拱
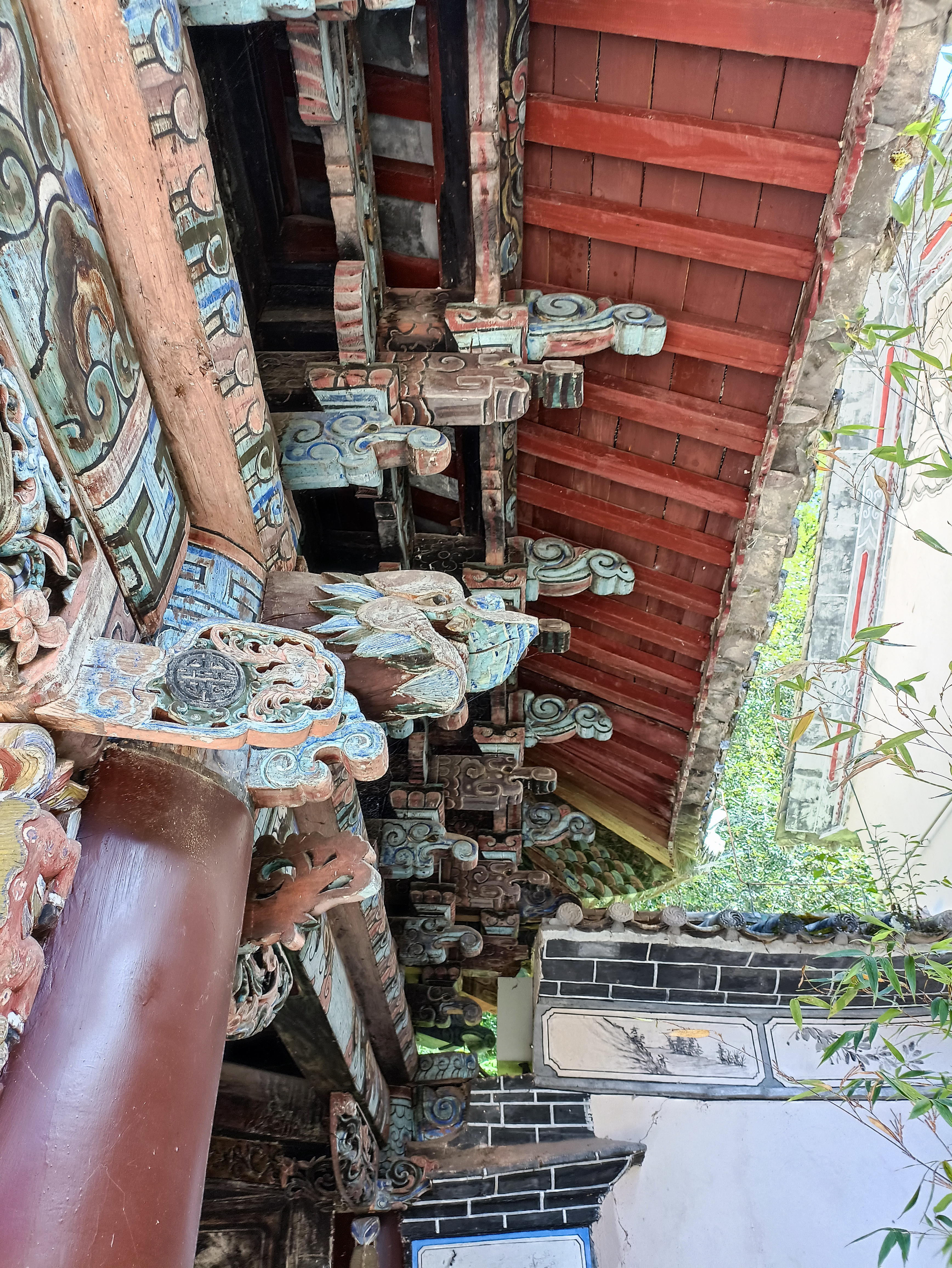
长春洞正殿斗拱